# 木澤尚文
木澤 尚文（きざわ なおふみ、1998年4月25日 - ）は、千葉県船橋市出身のプロ野球選手（投手）。右投右打。東京ヤクルトスワローズ所属。

## 経歴

### プロ入り前
小学校2年生の時に友達から誘われて野球を始める。小学校6年生の時に、千葉ロッテジュニアに選ばれ藤平尚真とチームメイトだった。小学校卒業時には身長は176cmだった。
慶應義塾高校では甲子園出場経験はなく、3年春の県大会で右肘靱帯を損傷し、同年の夏の神奈川県大会決勝では痛み止めを打ち登板していた。

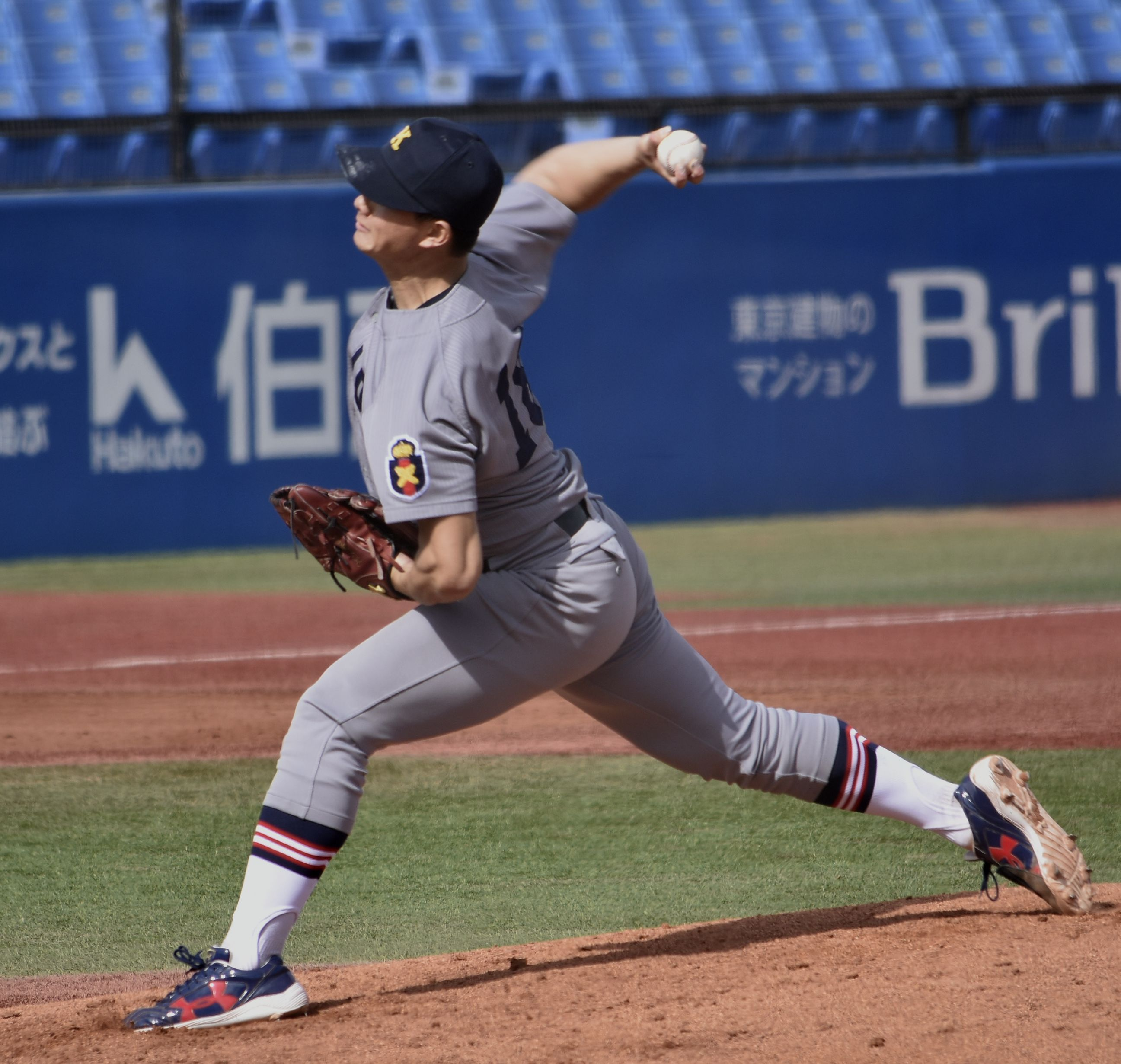
慶應義塾大学時代
（2020年10月24日 明治神宮野球場）

慶應義塾大学時代は2年春に公式戦初登板を果たし、通算成績は23試合登板、7勝2敗、防御率2.98。3年秋には明治神宮野球大会に出場している。投球技術の勉強のため積極的にオンラインサロンに出席したり、全体練習が終わった後は都内のトレーニングジムにも通っていた。
2020年10月26日に行われたプロ野球ドラフト会議において、早川隆久、鈴木昭汰の抽選を外したヤクルトスワローズから、外れ外れ一位として1巡目で指名を受けた。11月20日に契約金9000万円、年俸1400万円（金額はいずれも推定）で仮契約を結んだ。背番号は20。

### ヤクルト時代
2021年は春季キャンプを一軍でスタートし練習試合やオープン戦で登板するも、開幕一軍とはならなかった。イースタン・リーグでは制球に苦しみ22試合の登板で2勝8敗、チーム最多の69回2/3を投げたものの被安打84・防御率6.07と打ち込まれ、また与四球43・暴投8（リーグ最多）を記録。一軍登板が無いままイースタン・リーグ終了後にはフェニックス・リーグへ参加したが、10月16日の阪神戦では4回1/3を投げて被安打17（被本塁打3）、与四球4の内容で15失点した。200万円減の推定年俸1200万円で契約を更改した。
2022年は開幕一軍入りを果たした。3月29日にプロ初登板し、2回を投げ無失点に抑えた。制球難からピンチを招くこともあったもの、チームの連覇に貢献した。最終的にはサイスニードと並ぶチームトップタイの9勝を挙げた。
2023年は56試合に登板し、投球回は前年度に比べ減ったが、2勝3敗、20Hホールドを記録し、防御率2.72とシーズンを通して安定した成績を残した。
2024年は、3勝3敗、4月18日の中日戦でのプロ初セーブを含む5セーブ、16ホールド、防御率3.06とし、3年連続55試合以上の登板を達成した。1800万円増の推定年俸7000万円で契約を更改した。

## 選手としての特徴
ストレートの最速は155km/h。カットボールとスプリットが武器。大学4年の春季リーグ終了時点での通算奪三振率は13.09を記録している。一方で制球力が課題。
2022年シーズンから新球シュートを習得し、そのシュートで自己最速を156km/hと更新し、配球の大半がシュートという投球スタイルで飛躍した。

## 人物
愛称は「ナオ」、「ナオ君」、「ナオちゃん」。
入寮する際、野村克也の著書、小さな苔とドラセナ・コンシンネという観葉植物を持参。花言葉は「真実」。上向きに伸びる葉が誠実さや実直さを表し、鋭く尖ることから、邪気や困難を突き抜け繁栄を願う意味があると言う。
高校・大学時代の同級生にフジテレビの山本賢太アナウンサーがいる。

## 詳細情報

### 年度別投手成績
| 年 度     | 球 団     | 登 板 | 先 発 | 完 投 | 完 封 | 無 四 球 | 勝 利 | 敗 戦 | セ 丨 ブ | ホ 丨 ル ド | 勝 率 | 打 者 | 投 球 回 | 被 安 打 | 被 本 塁 打 | 与 四 球 | 敬 遠 | 与 死 球 | 奪 三 振 | 暴 投 | ボ 丨 ク | 失 点 | 自 責 点 | 防 御 率 | W H I P |
| --------- | --------- | ----- | ----- | ----- | ----- | -------- | ----- | ----- | -------- | ----------- | ----- | ----- | -------- | -------- | ----------- | -------- | ----- | -------- | -------- | ----- | -------- | ----- | -------- | -------- | ------- |
| 2022      | ヤクルト  | 55    | 0     | 0     | 0     | 0        | 9     | 3     | 0        | 8           | .750  | 284   | 70.1     | 57       | 3           | 21       | 1     | 3        | 52       | 5     | 0        | 28    | 23       | 2.94     | 1.11    |
| 2023      | ヤクルト  | 56    | 0     | 0     | 0     | 0        | 2     | 3     | 0        | 20          | .400  | 227   | 53.0     | 42       | 3           | 26       | 2     | 5        | 49       | 2     | 0        | 19    | 16       | 2.72     | 1.28    |
| 2024      | ヤクルト  | 55    | 0     | 0     | 0     | 0        | 3     | 3     | 5        | 16          | .500  | 225   | 53.0     | 50       | 4           | 20       | 5     | 0        | 46       | 5     | 0        | 19    | 18       | 3.06     | 1.32    |
| 通算：3年 | 通算：3年 | 166   | 0     | 0     | 0     | 0        | 14    | 9     | 5        | 44          | .609  | 736   | 176.1    | 149      | 10          | 67       | 8     | 8        | 147      | 12    | 0        | 66    | 57       | 2.91     | 1.23    |

- 2024年度シーズン終了時

### 年度別守備成績
| 年 度 | 球 団    | 投手  | 投手  | 投手  | 投手  | 投手  | 投手     |
| 年 度 | 球 団    | 試 合 | 刺 殺 | 補 殺 | 失 策 | 併 殺 | 守 備 率 |
| ----- | -------- | ----- | ----- | ----- | ----- | ----- | -------- |
| 2022  | ヤクルト | 55    | 8     | 13    | 2     | 2     | .913     |
| 2023  | ヤクルト | 56    | 1     | 9     | 1     | 0     | .909     |
| 2024  | ヤクルト | 55    | 1     | 9     | 0     | 0     | 1.000    |
| 通算  | 通算     | 166   | 10    | 31    | 3     | 2     | .932     |

- 2024年度シーズン終了時

### 記録
初記録
- 初登板：2022年3月29日、対読売ジャイアンツ1回戦（明治神宮野球場）、8回表に5番手で救援登板・完了、2回無失点
- 初奪三振：同上、8回表に丸佳浩から見逃し三振
- 初勝利：2022年5月8日、対読売ジャイアンツ9回戦（東京ドーム）、8回裏に4番手で救援登板、1回無失点
- 初ホールド：2022年5月15日、対広島東洋カープ6回戦（MAZDA Zoom-Zoom スタジアム広島）、10回裏に6番手で救援登板、2/3回無失点
- 初セーブ：2024年4月18日、対中日ドラゴンズ6回戦（バンテリンドーム ナゴヤ）、8回裏に5番手で救援登板・完了、1回1/3 無失点

### 背番号
- 20（2021年[8] - ）

### 登場曲
- 「希望の轍」サザンオールスターズ（2021年 - ）